# Теорема о сумме углов треугольника

Треугольник

Теорема о сумме углов треугольника — классическая теорема евклидовой геометрии.

## Формулировка
Сумма углов любого треугольника на евклидовой плоскости равна 180°.

## Доказательство
Пусть {\displaystyle \Delta {\mathcal {ABC}}} — произвольный треугольник. Проведём через вершину B прямую, параллельную прямой AC. Отметим на ней точку D так, чтобы точки A и D лежали по разные стороны от прямой BC. Углы DBC и ACB равны как внутренние накрест лежащие, образованные секущей BC с параллельными прямыми AC и BD. Поэтому сумма углов треугольника при вершинах B и С равна углу ABD. Сумма всех трёх углов треугольника равна сумме углов ABD и BAC. Так как эти углы внутренние односторонние для параллельных AC и BD при секущей AB, то их сумма равна 180°. Что и требовалось доказать.

## Следствия
- В треугольнике не может быть двух тупых или двух прямых углов, потому что тогда сумма углов была бы больше 180°. По той же причине треугольник не может содержать тупой и прямой углы одновременно.
- У любого треугольника не меньше двух острых углов. Действительно, случай, когда у треугольника только один острый угол или вообще нет острых углов, противоречит предыдущему следствию.
- В прямоугольном треугольнике оба угла при гипотенузе — острые.
- В равнобедренном треугольнике углы при основании равны, поэтому тупым может быть только угол, противолежащий основанию.
- В равнобедренном прямоугольном треугольнике углы при гипотенузе равны (180° — 90°) /2 = 45°.
- В равностороннем треугольнике все три угла одинаковы и поэтому равны 180° / 3 = 60°.
- (Теорема о внешнем угле треугольника) Внешний угол треугольника равен сумме двух внутренних углов, не смежных с ним[2].

## Вариации и обобщения

### Обобщение для симплексов
Существует более сложное соотношение между двугранными углами произвольного симплекса. А именно, если {\displaystyle L_{ij}} — угол между i и j гранями симплекса, то определитель следующей матрицы (являющейся циркулянтом) равен 0:
{\displaystyle {\begin{vmatrix}1&-\cos L_{12}&-\cos L_{13}&\dots &-\cos L_{1(n+1)}\\-\cos L_{21}&1&-\cos L_{23}&\dots &-\cos L_{2(n+1)}\\-\cos L_{31}&-\cos L_{32}&1&\dots &-\cos L_{3(n+1)}\\\vdots &\vdots &\vdots &\ddots &\vdots &\\-\cos L_{(n+1)1}&-\cos L_{(n+1)2}&-\cos L_{(n+1)3}&\dots &1\\\end{vmatrix}}=0}.
Это следует из того, что этот определитель является определителем Грама нормалей к граням симплекса, а определитель Грама линейно зависимых векторов равен 0, и {\displaystyle n+1} вектор в {\displaystyle n}-мерном пространстве всегда линейно зависимы.

### В неевклидовых геометриях

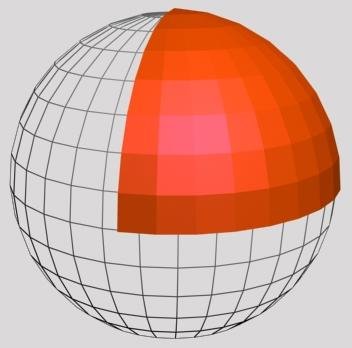
Сферический треугольник

Приведённое в этой статье доказательство опирается на определённое свойство параллельных прямых, а именно — утверждение о том, что внутренние накрест лежащие углы при параллельных прямых равны. Доказательство этого утверждения, в свою очередь, использует аксиому параллельности евклидовой геометрии. Можно показать, что любое доказательство теоремы о сумме углов треугольника будет использовать аксиому параллельности, и наоборот — из утверждения, что сумма углов треугольника равна 180°, можно вывести аксиому параллельности, если даны остальные аксиомы классической геометрии (абсолютная геометрия).
Таким образом, равенство суммы углов треугольника 180° является одним из основных признаков именно евклидовой геометрии, отличающих её от неевклидовых, в которых аксиома параллельности не выполняется:
- На сфере сумма углов треугольника всегда превышает 180°, разница называется сферическим избытком и пропорциональна площади треугольника. У сферического треугольника могут быть два или даже три прямых или тупых угла.

Пример. Одна вершина треугольника на сфере — северный полюс. Этот угол может иметь значение до 180°. Две другие вершины лежат на экваторе, соответствующие углы равны 90°.
- В геометрии Лобачевского сумма углов треугольника всегда меньше 180° и может быть сколь угодно малой. Разность также пропорциональна площади треугольника.